# Eloy Alberto Santiago Santiago
Eloy Alberto Santiago Santiago (Las Palmas de Gran Canària, 8 de setembre de 1973) és un bisbe catòlic espanyol. És bisbe de la Diòcesi de Sant Cristóbal de La Laguna, comunament coneguda com a Diòcesi de Tenerife o Diòcesi Nivariense des de 2025.

## Biografia
Va ingressar al Seminari Diocesà de Canàries (1992) i va obtenir la Llicenciatura en Teologia a la Universitat Pontifícia de Comillas. Després de ser ordenat sacerdot el 17 de juliol de 1999, va ser ordenat sacerdot a la Diòcesi de Canàries. Va continuar la seva formació universitària a la Pontifícia Universitat Gregoriana, on va obtenir la llicenciatura en Teologia Dogmàtica i després el doctorat (gener de 2024). Prèviament, va ingressar al servei diplomàtic de la Pontifícia Acadèmia Eclesiàstica (2003), compaginant aquests estudis amb la llicenciatura en Dret Canònic per la Pontifícia Universitat Gregoriana.
Entre el 2006 i el 2014, Santiago va ser secretari de les nunciatures apostòliques a Colòmbia (2006-2009), Sud-àfrica (2009-2013) i Gran Bretanya (2013-2014). De tornada a Canàries, va reprendre la seva activitat pastoral a diferents parròquies de la seva diòcesi d'origen.
El 24 de febrer de 2025 Santiago va ser nomenat Bisbe de la Diòcesi de Sant Cristóbal de La Laguna pel Papa Francesc. La seva investidura com a bisbe de Sant Cristóbal de La Laguna va tenir lloc l'1 de maig a la catedral de La Laguna. Eloy Santiago es converteix així en el tercer canari que governa la diòcesi, després de Domingo Pérez Cáceres (1947-1961) i Bernardo Álvarez Afonso (2005-2024).
Va ser consagrat pel Nuncio Apostòlic davant la Unió Europea, Bernardito Auza. Va prendre possessió canònica el mateix dia de la seva ordenació, en una gran cerimònia religiosa a què van assistir més de 1.200 persones a la catedral, així com dos nuncis d'Espanya i Portugal respectivament, 14 bisbes i més de 250 sacerdots. La cerimònia estava originalment prevista per ser presidida pel cardenal lituà Rolandas Makrickas, arxiprest coadjutor de la Basílica de Santa Maria la Major a Roma, però la mort del Papa Francesc va impedir que això passés.
Celebrà la seva primera Eucaristia com a bisbe l'endemà de la seva ordenació episcopal a la Basílica de Nostra Senyora de la Candelaria, santuari de la patrona de Canàries.